# 武中孝一
武中 孝一（たけなか こういち) は日本の映画プロデューサー。

## 担当作品

### 映画
| 公開年 | 公開年   | 作品名                      | 製作（配給）                | 役職                      |
| ------ | -------- | --------------------------- | --------------------------- | ------------------------- |
| 1956年 | 12月26日 | 眠狂四郎無頼控              | 東宝 （東宝）               | 製作係 （ノンクレジット） |
| 1957年 | 3月5日   | 大番                        | 東宝 （東宝）               | 製作係 （ノンクレジット） |
| 1957年 | 8月4日   | 続大番 風雲篇               | 東宝 （東宝）               | 製作係 （ノンクレジット） |
| 1957年 | 11月5日  | 下町                        | 東宝 （東宝）               | 製作係 （ノンクレジット） |
| 1957年 | 12月17日 | 続々大番 怒涛篇             | 東宝 （東宝）               | 製作係 （ノンクレジット） |
| 1958年 | 6月8日   | 俺にまかせろ                | 東宝 （東宝）               | 製作係 （ノンクレジット） |
| 1958年 | 11月18日 | 密告者は誰か                | 東宝 （東宝）               | 製作係 （ノンクレジット） |
| 1959年 | 3月29日  | コタンの口笛                | 東宝 （東宝）               | 製作係 （ノンクレジット） |
| 1959年 | 8月4日   | 頑張れゴキゲン娘            | 東宝 （東宝）               | 製作係 （ノンクレジット） |
| 1960年 | 2月2日   | 僕は独身社員                | 東宝 （東宝）               | 製作係 （ノンクレジット） |
| 1960年 | 2月14日  | 落語天国紳士録              | 東宝 （東宝）               | 製作係 （ノンクレジット） |
| 1960年 | 4月26日  | 新・三等重役 当るも八卦の巻 | 東宝 （東宝）               | 製作係 （ノンクレジット） |
| 1961年 | 10月29日 | B・G物語 二十才の設計       | 東宝 （東宝）               | 製作係 （ノンクレジット） |
| 1964年 | 12月9日  | 国際秘密警察 火薬の樽       | 東宝 （東宝）               | 製作 （田中友幸と共同）   |
| 1965年 | 5月16日  | 風来忍法帖                  | 宝塚映画 （東宝）           | 製作 （田中友幸と共同）   |
| 1966年 | 7月13日  | ゼロ・ファイター 大空戦     | 東宝 （東宝）               | 製作 （田中友幸と共同）   |
| 1966年 | 7月13日  | 怒涛一万浬                  | 三船プロダクション （東宝） | 製作 （田中友幸と共同）   |
| 1968年 | 5月8日   | 風来忍法帖 八方破れ         | 宝塚映画 （東宝）           | 製作 （田中友幸と共同）   |